# Oxyelophila melanograpta
Oxyelophila melanograpta là một loài bướm đêm trong họ Crambidae.